# Relinde de Graaff
Relinde de Graaff is een Nederlands actrice en presentatrice.
Relinde de Graaff studeerde af aan de Toneelacademie Maastricht, waarbij ze een half jaar van haar studie acteerlessen volgde aan de Real Escuela Superior de Arte Dramatico (RESAD) in Madrid. Na haar afstuderen volgde ze een specialisatie in camera-acteren aan de First Team Foundation, waar ze acteerlessen kreeg van Assumpta Serna en Scott Cleverdon.

## Actrice
Ze speelde rollen in Flikken Maastricht en FC Kip van De Dino Show. Met haar rol in de korte film Lights Out van Wesley Versteeg won ze de prijs voor Beste Actrice bij de Delta Shorts van het filmfestival Film by the Sea.

## Presentatrice
Eind 2011 won de Graaff de talentenjacht van Argeweb, de zoektocht naar de nieuwe presentatrice van Webmee TV. Ze presenteerde de serie samen met Froukje de Both. Relinde de Graaff was jarenlang de vaste presentatrice van I Love Amersfoort.

## Stemactrice
Relinde de Graaff spreekt voice-overs, reclamespots en animatieseries in, waaronder stemmen voor LEGO Friends, Pokémon, Beyblade, Disney's Sofia het prinsesje, Amphibia als Ivy en voor Cartoon Network in Teen Titans Go!. Ze spreekt uiteenlopende luisterboeken in voor Storytel.